# تپه ترک جار
تپه ترک جار مربوط به دوران‌های تاریخی پس از اسلام است و در استان قزوین، شهرستان قزوین، بخش رودبار الموت شرقی، روستای مسعودآباد واقع شده و این اثر در تاریخ ۲۵ اسفند ۱۳۸۰ با شمارهٔ ثبت ۵۵۷۴ به‌عنوان یکی از آثار ملی ایران به ثبت رسیده است.